# Microfilamento

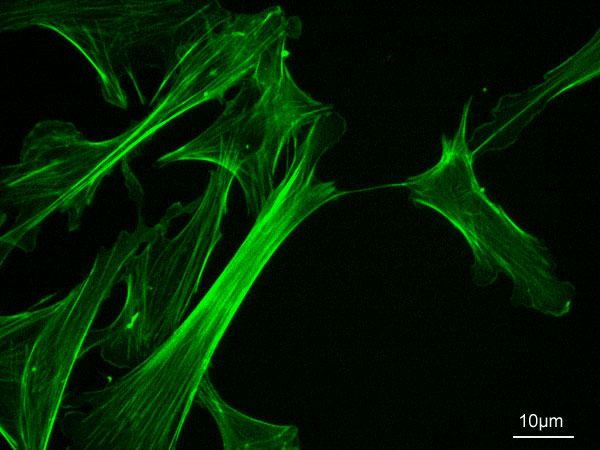
Microfilamentos MEF.

Os microfilamentos, também chamados de filamentos de actina, constituem um dos tipos de filamentos proteicos encontrados no citoplasma de células eucarióticas, constituindo o citoesqueleto. São compostos principalmente por polímeros de actina que, nas células, são modificados e interagem com várias outras proteínas. Os microfilamentos medem geralmente cerca de 7 nm de diâmetro, e são compostos por duas fitas de actina. As funções dos microfilamentos incluem a citocinese, o movimento ameboide, alterações na forma celular, endocitose e exocitose, contração celular e estabilidade mecânica. Os microfilamentos são delgados, flexíveis e relativamente fortes, resistindo ao encurvamento por forças de compressão  e a fraturas por forças de tração de nanonewton. Ao induzir a motilidade celular, uma extremidade do filamento de actina se alonga enquanto a outra se contrai, presumivelmente por motores moleculares de miosina II. Além disso, eles funcionam como parte dos motores moleculares contráteis conduzidos pela actomiosina, em que os filamentos finos servem como plataformas de tração para a contração muscular dependente de ATP e no movimento de pseudópodes. Os microfilamentos têm uma estrutura resistente e flexível que ajuda a célula em movimento.

## Estrutura dos microfilamentos
A actina constitui cerca de 5% da constituição proteica animal, sendo metade associada aos filamentos e a outra metade presente em monômeros. Cada filamento pode ser imaginado como uma hélice de fita dupla cuja volta completa se repete a cada 37 nm, com múltiplas interações laterais entre as duas fitas, evitando que elas se separem.
A actina é polimerizada de maneira semelhante à tubulina presente nos microtúbulos, com uma taxa de crescimento maior na extremidade mais (+) e menor na extremidade menos (-). Um filamento de actina sem proteínas associadas é inerentemente instável e pode sofrer dissociação em ambas as extremidades. Nas células vivas, monômeros de actina estão firmemente ligados ao ATP, e, quando um monômero é incorporado a um filamento, o ATP é hidrolisado, gerando ADP. Quando há um ganho na parte mais (+) simultâneo a uma perda na extremidade menos (-), ocorre um fenômeno denominado treadmilling, que resulta na "movimentação" do filamento pelo citoplasma(citosol). Quando as taxas de adição e de perda são iguais, o filamento permanece do mesmo tamanho.

No citoplasma eucariótico, existem inúmeros monômeros de actina que não são adicionados às extremidades dos microfilamentos. Isso ocorre pois as células contêm pequenas proteínas, como a timosina e a profilina, que se ligam aos monômeros de actina do citosol, impedindo que estes sejam adicionados às extremidades dos filamentos de actina.

## Automontagem
Os microfilamentos (e outros filamentos do citoesqueleto), diferentemente da maioria dos polímeros biológicos, são unidos por ligações não covalentes fracas, o que os permitem se auto montar e desmontar rapidamente. Esta propriedade permite que os microfilamentos de actina tenham um papel importante na motilidade celular. 
O processo inicial de montagem dos filamentos de actina é conhecido como nucleação. Os monômeros de actina G se organizam num agregado inicial ou núcleo, o núcleo torna-se estável a partir de 3 monômeros de actina. Este processo se denomina nucleação. Este primeiro passo é lento dependendo de quantos monômeros vão se unir. As proteínas se unem de um modo onde a “cabeça” se une com a “cauda”, formando uma polaridade na estrutura do microfilamento. 
Esta polaridade faz que o alongamento de cada extremidade ocorra a uma taxa diferente, portanto a polimerização e despolimerização acontece mais rápido em uma das extremidades. Sendo assim, o sitio considerado positivo (+) é a extremidade com maior velocidade de polimerização e despolimerização e o sítio negativo (-) é a extremidade de menor velocidade. O ATP se liga à actina na extremidade negativa. 
Nesse sítio de união de ATP, é também possível ligar o ADP além do ATP. Isso faz que seja possível encontrar uma forma D (com ADP) e uma forma T (com ATP). Quando a molécula adota a forma T, o microtúbulo tende a crescer, em quanto na forma D se encurta.  
1. ↑  Pollard, T. D., Borisy, G. G., & Haven, N. (2003). Cellular Motility Driven by Assembly and Disassembly of Actin Filaments. Cell, 112, 1–13. Retrieved from papers2://publication/uuid/5ACAD2E3-B8A2-4CC3-A75E-DEBB52C03EE0